# مقاطعة سان ميغيل (نيومكسيكو)
مقاطعة سان ميغيل (بالإنجليزية: San Miguel County)‏هي إحدى مقاطعات ولاية نيو مكسيكو الأمريكية. بحسب تعداد الولايات المتحدة 2010 ، كان عدد سكانها 29,393 نسمة. مقرها مقاطعة لاس فيغاس.

## المقاطعات المجاورة
- مقاطعة مورا - شمال
- مقاطعة هاردينغ - شرق
- مقاطعة كواي - جنوب شرق
- مقاطعة غوادالوبي - الجنوب
- مقاطعة تورانس - جنوب غرب
- مقاطعة سانتا في - الغرب